# Ponche

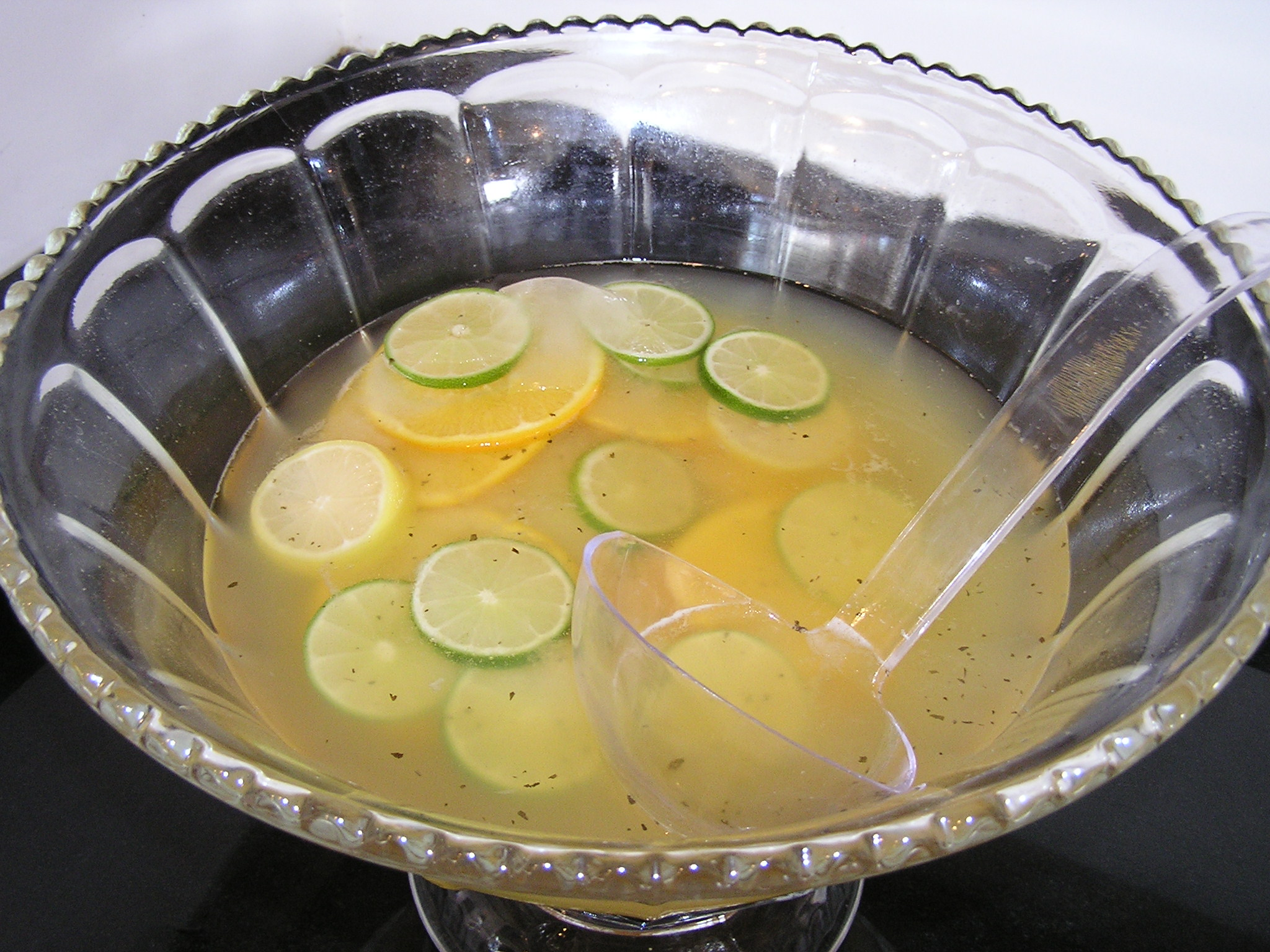
Ponche Southern Bourbon.

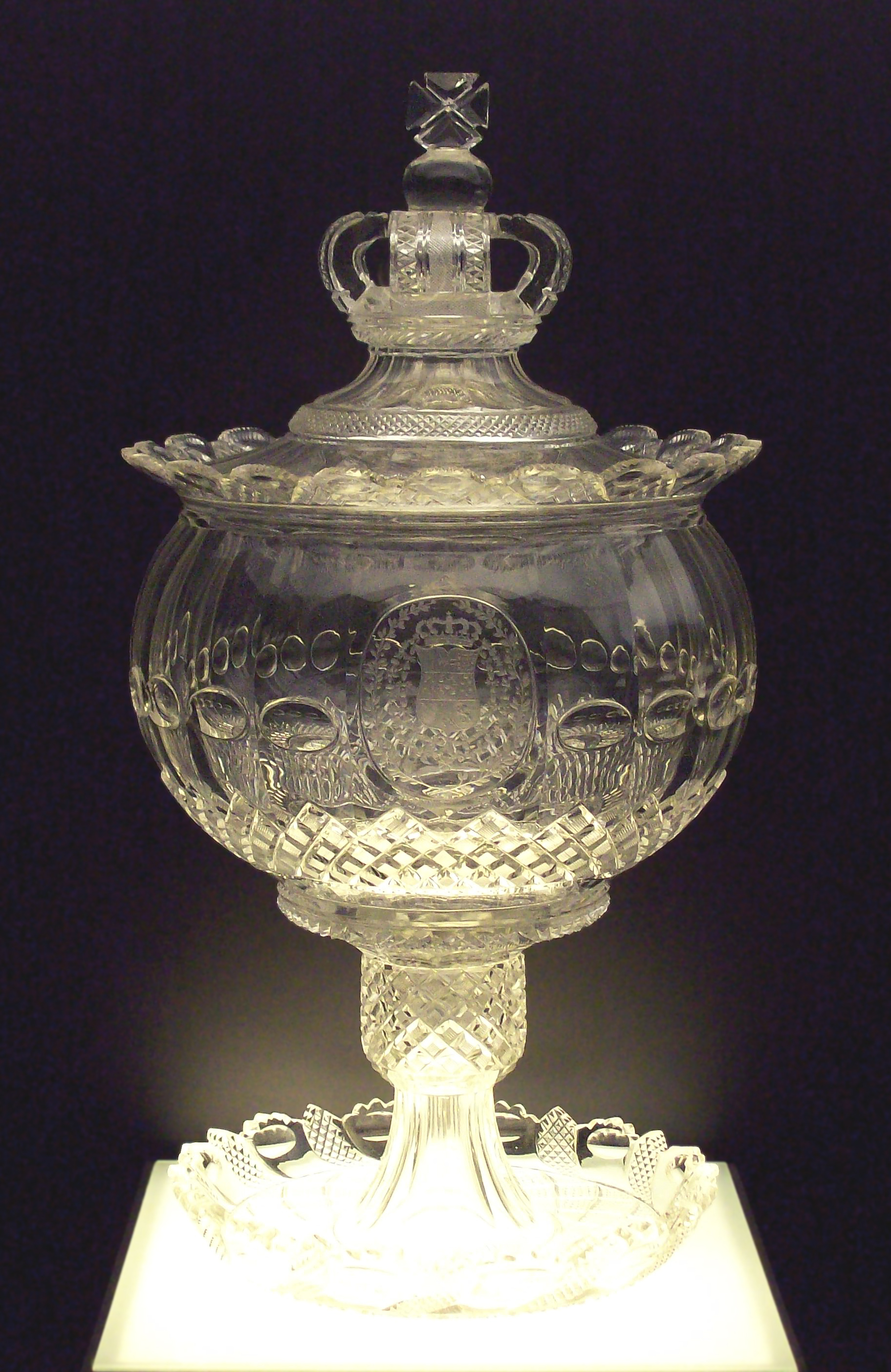
Ponchera real española (h. 1830).

Ponche (del inglés punch y este del hindi पाँच (pāñch) «cinco», número original de sus ingredientes)  es el término general para una amplia variedad de cócteles, alcohólicos o no, que pueden contener fruta o zumos, y otras bebidas estivales como la cuerva, la zurra, la limonada y diferentes tipos de sangría, entre otros ponches populares tradicionales. Se sirve en recipientes grandes y anchos llamados poncheras. 
Originalmente la bebida se preparaba con 5 ingredientes principales: arrak, (aguardiente de vino de palma) —no confundir con arac—, azúcar, limón, agua y té. De ahí procede su nombre hindi, que fue adoptado por los marineros de la Compañía Británica de las Indias Orientales, quienes lo llevaron a Inglaterra, desde donde se extendió a otros países europeos.
En la cultura germánica, el ponche (o Punsch en alemán) es una mezcla de varios jugos de fruta y especias, a menudo con vino o licor añadido. El ponche es popular en Alemania, así como en los Estados Unidos, donde fue llevado por los emigrantes alemanes. La tradicional Navidad alemana suele incluir un Feuerzangenbowle (literalmente, «bol de tenazas de fuego»), que es un ponche hecho con vino tinto y ron ardiendo que se vierte sobre un gran terrón de azúcar cónico colocado sobre el cuenco. 
En la cultura coreana, el sujeonggwa es un ponche tradicional hecho a partir de caquis secos, canela y jengibre.
El ponche de frutas en México también es muy popular en la época navideña, y contiene trozos de caña de azúcar, manzana, guayaba, tejocotes, jamaica, tamarindo, canela y ciruelas pasas, y usualmente se prepara para las posadas, que son las fiestas de los nueve días previos a la Navidad, o incluso en las preposadas, que son las fiestas anteriores a las posadas. El ponche se sirve caliente y suele añadírsele el «piquete», que consiste en una porción de tequila, ron, whisky, brandy o alguna bebida local como mezcal, charanda o raicilla. En países del Caribe, el Pacífico y el Índico el ponche también se toma como aperitivo antes de las comidas.
En Argentina, Uruguay y Paraguay, con motivo de las celebraciones de Navidad y Año Nuevo, es tradicional la elaboración de clericó (del inglés Claret Cup), un ponche a base de vino tinto y frutas introducido en ese país por la inmigración británica. Tradicionalmente, el mismo se sirve desde una ponchera. 
En Chile existe el «ponche a la romana» —muy similar al cóctel llamado terremoto— que se prepara con sorbete de piña y champán, y se sirve durante las fiestas de año nuevo. Sin embargo, en sus orígenes -que se remontan a comienzos del siglo XX- este ponche se trataba de una preparación compleja que se preparaba con merengue o granizado de limón.